# 日本医療情報学会
一般社団法人日本医療情報学会（にほんいりょうじょうほうがっかい、英称：Japan Association for Medical Informatics、略称：JAMI）は、1983年設立された一般社団法人。日本医学会第91分科会。
その前身は、1980年に東京で第3回世界医療情報学会（MEDINFO 80）が開催されたのを期に設立された「MEDINFO研究会」。